# Zygopleuroidea
Zygopleuroidea zijn een uitgestorven superfamilie van weekdieren uit de klasse van de Gastropoda (slakken).

## Taxonomie
De volgende families zijn bij de superfamilie ingedeeld:
- † Pseudozygopleuridae Knight, 1930
- † Zygopleuridae Wenz, 1938